# Eumenes vishnu
Eumenes vishnu är en stekelart som beskrevs av Cameron 1898. Eumenes vishnu ingår i släktet krukmakargetingar, och familjen Eumenidae. Inga underarter finns listade i Catalogue of Life.